# بوب ساندرز
بوب ساندرز (بالإنجليزية: Bob Sanders)‏ (و. 1981  م) هو لاعب كرة قدم أمريكية، من الولايات المتحدة، ولد في إيري، بنسيلفانيا، يلعب كمُؤمن ‏.

## روابط خارجية
- بوب ساندرز على موقع إي إس بي إن.كوم (أن.أف.أل)3
- بوب ساندرز على موقع مرجع كرة القدم المحترفة.كوم (الإنجليزية)